# Dones Juristes
Dones Juristes es una asociación jurídica constituida en Barcelona el año 1989. Sus objetivos son: seguir la legislación y jurisprudencia que afecta a las mujeres; luchar contra la violencia de género; trabajar para conseguir la igualdad de derechos y obligaciones entre mujeres y hombres en todos los campos de la sociedad; promover la colaboración entre todas las mujeres juristas para conseguir una sociedad más fraternal y solidaria y prestar asistencia y servicios jurídicos a las mujeres.
La Asociación forma parte de la Fédération Internationale des Femmes des Carrières Juridiques (FIFCJ), que cuenta con asociadas en 79 países del mundo. También forma parte de la Federación Catalana de Organizaciones no Gubernamentales por los Derechos Humanos; del Observatorio sobre el desempeño de la Declaración Universal de los Derechos Humanos en los Derechos Económicos, Sociales y Culturales; y de la Federación de Organizaciones Catalanas Internacionalmente Reconocidas (FOCIR). También es miembro del Consejo Asesor de Barcelona para la Carta Europea de Derechos Humanos en las Ciudades, de la Comisión Permanente del Consejo de la Mujer del Ayuntamiento de Barcelona y del Consejo Nacional de Mujeres de Cataluña.
Por otro lado, conjuntamente con Tamaia Asociación de mujeres contra la violencia familiar (Cruz de Sant Jordi 2004), constituyó un Espacio por los Derechos de las Mujeres, en el cual miembros de Mujeres Juristas prestan asistencia jurídica gratuita. En 2005 recibió la Cruz de Sant Jordi.
El 21 de diciembre de 2015 recibió de la Generalidad de Cataluña el galardón por los "Servicios excepcionales a la Justicia".